# Плонськ
Плонськ (пол. Płońsk) — місто в центральній Польщі.
Адміністративний центр Плонського повіту Мазовецького воєводства.

## Відомі люди
- Давид Бен-Гуріон (1886 - 1973) - перший прем'єр-міністр Ізраїлю, один з творців держави Ізраїль народився у Плонську.
- Ян Фелікс (Iohanne Mediocri)[3] Бучацький (? — 1507/1509) — придворний короля 1503, крайчий королівський, староста плонський

- Гeнрix Сeнкeвич (1846 – 1916) - письменник.

- Стeфaн Мaкoвeцький

## Демографія
Демографічна структура станом на 31 березня 2011 року:
|          | Загалом | Допрацездатний вік | Працездатний вік | Постпрацездатний вік |
| -------- | ------- | ------------------ | ---------------- | -------------------- |
| Чоловіки | 10658   | 2116               | 7616             | 926                  |
| Жінки    | 11907   | 2063               | 7389             | 2455                 |
| Разом    | 22565   | 4179               | 15005            | 3381                 |

## Спорт
В місті Плонськ знаходиться досить великий спортивний комплекс MCSiR, розташований за адресою вул. Коперника 3.
В його складі є:
- спортивний зал (54×22 м), в якому знаходяться тренажерний зал секції фітнесу та боксу, загальний тренажерний зал;
- басейн - спортивний басейн (25 × 12,5 м), басейн для навчання плаванню (10 × 6 м), басейн для відпочинку, гірка довжиною 106 м, 2 солярії, сауна, парна, масажний кабінет;
- доріжка для стрибків в довжину, зона для штовхання ядра, метання диска та списа;
- футбольні поля, майданчики для пляжного волейболу;
- майданчик для організації заходів на відкритому повітрі (навколо водосховища "Рутки"), тенісні корти.

## Фотографії

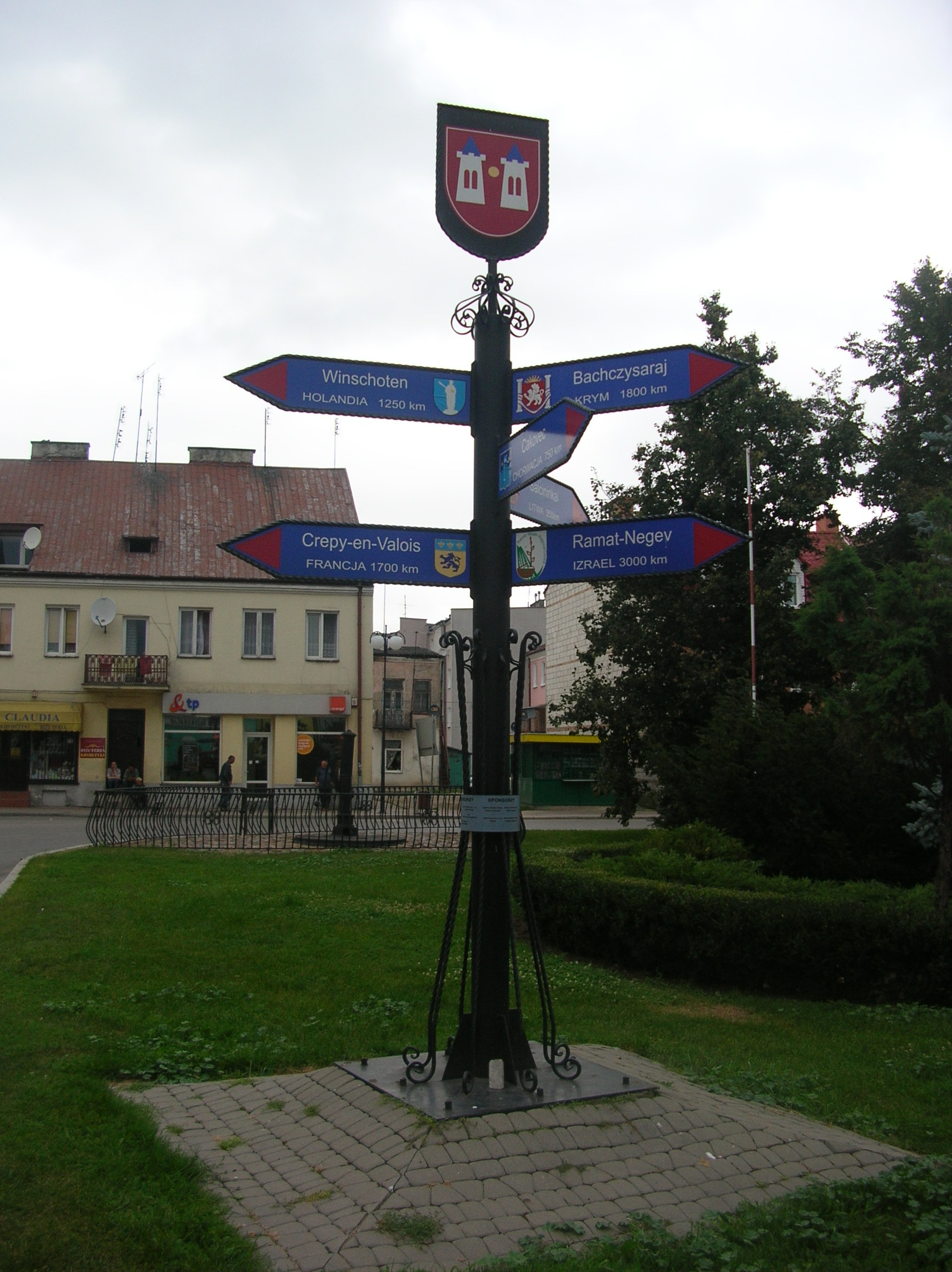
Площа міста
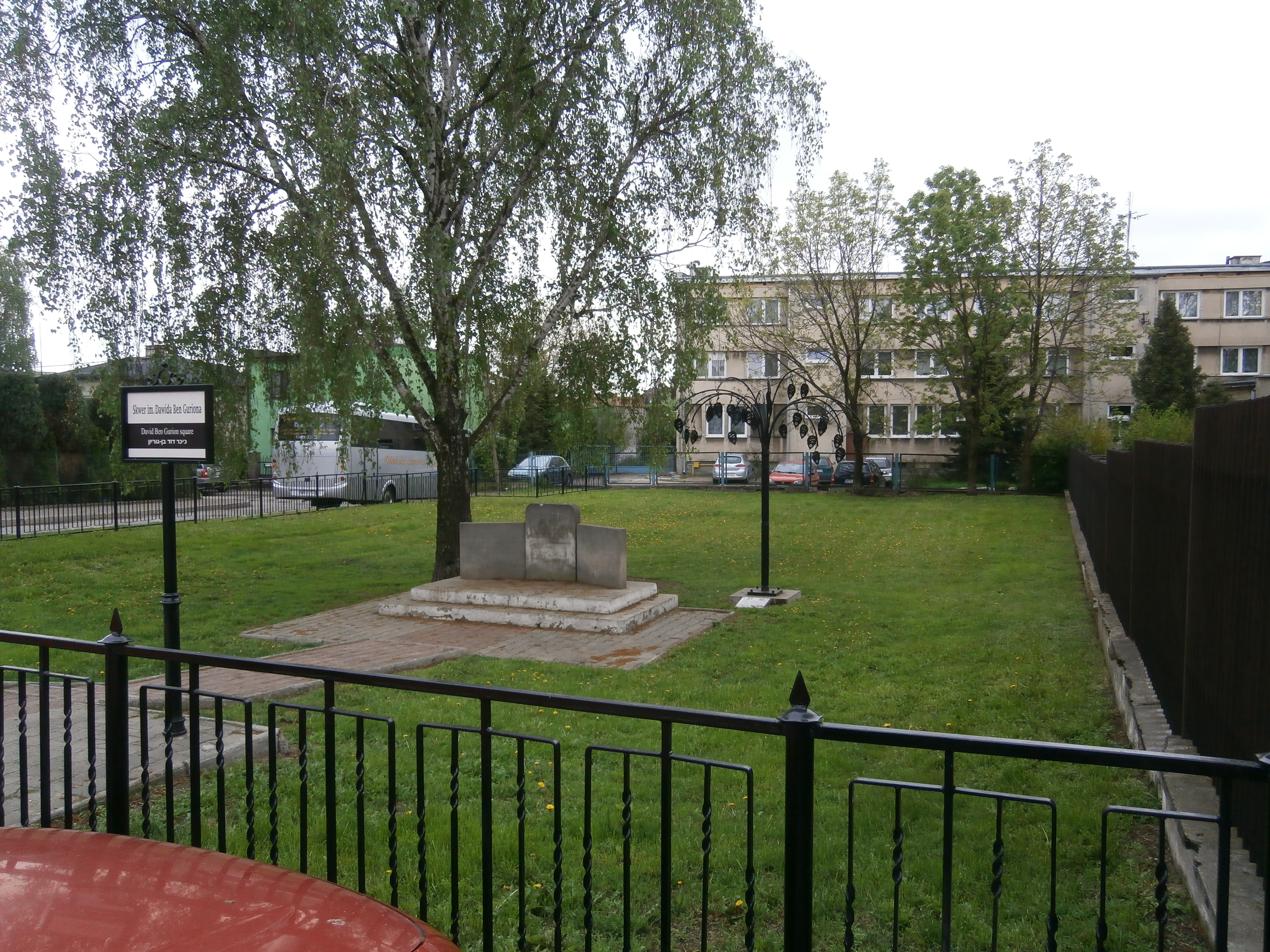
Сквер, присвячений Бен-Гуріону
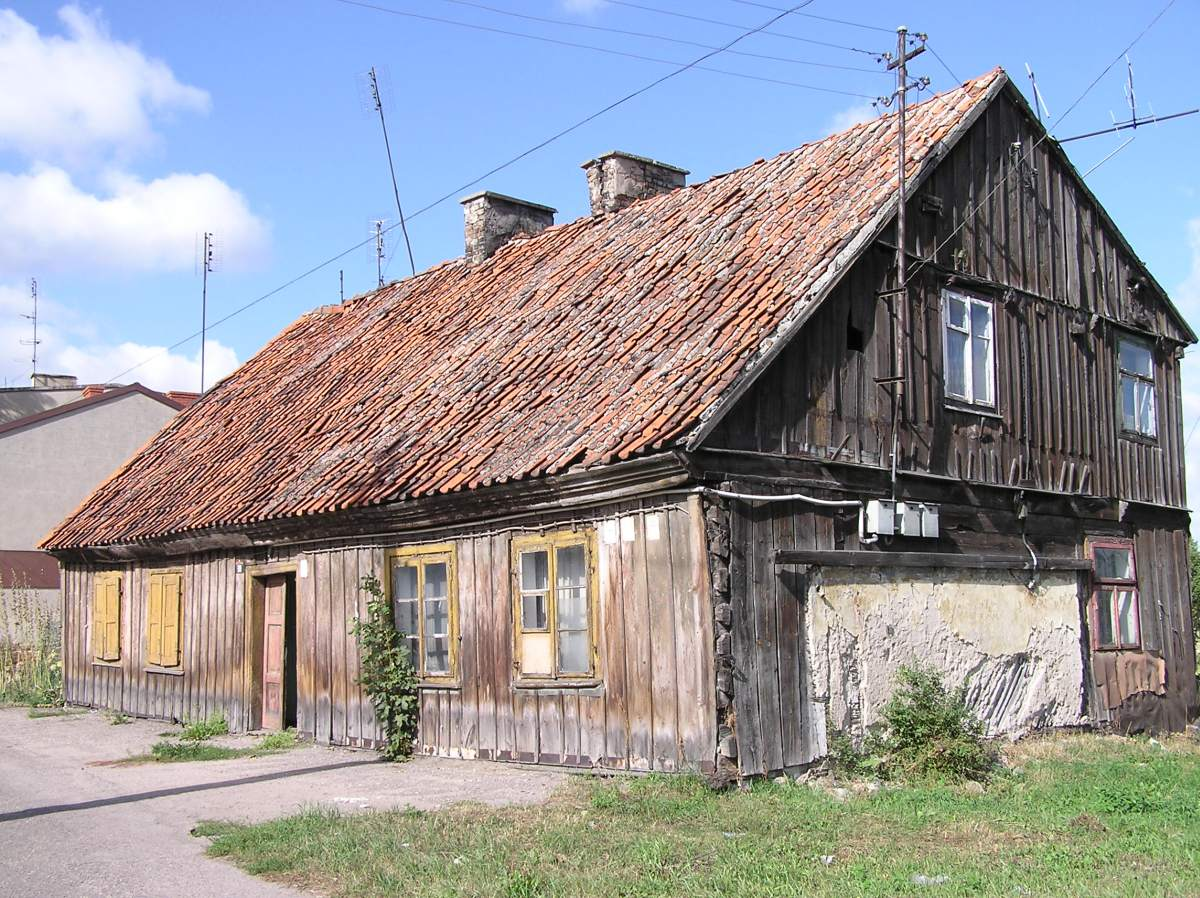
Старий дерев'яний будинок у Плонську
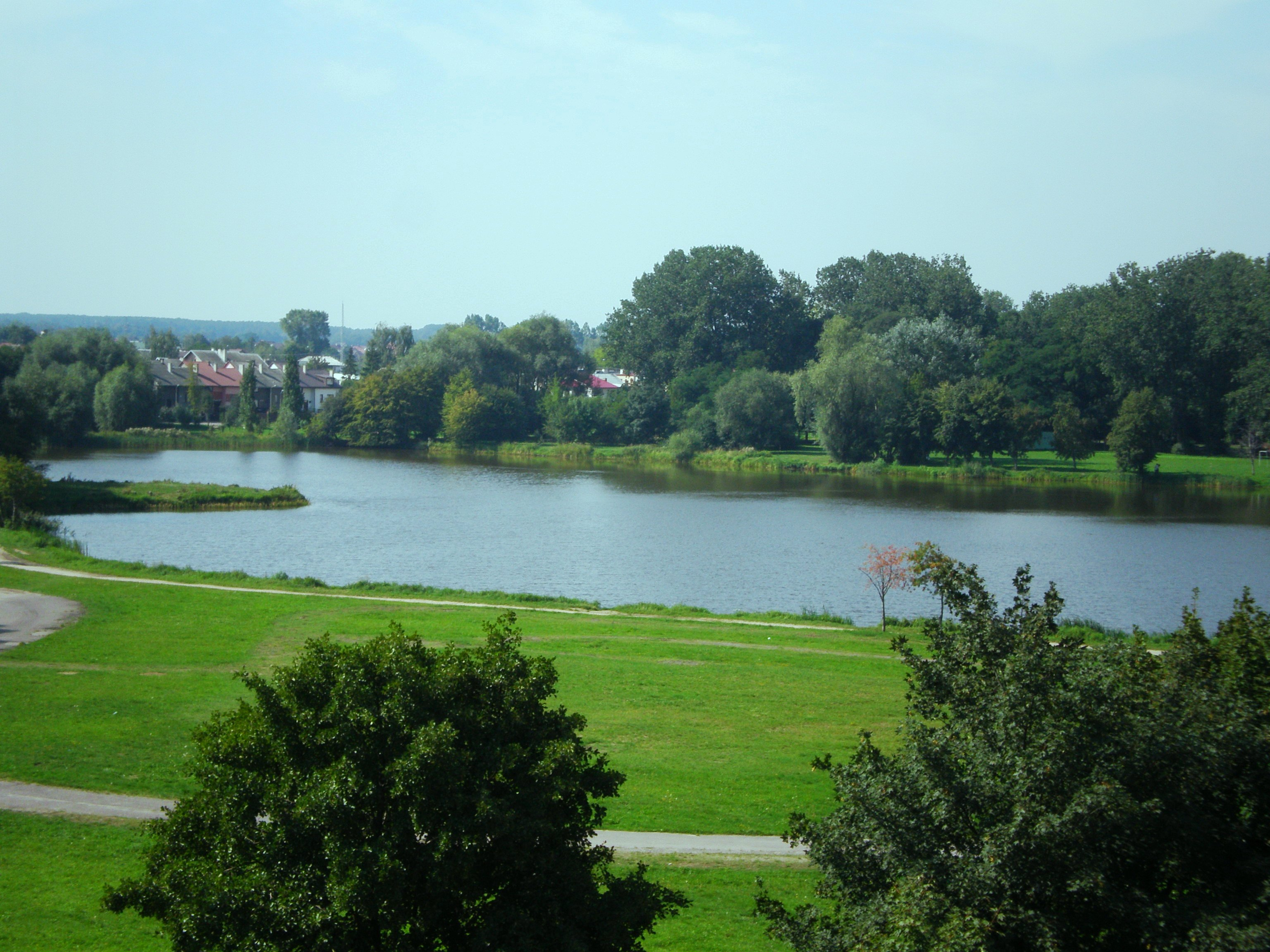
Вид на місто зі сторони ріки
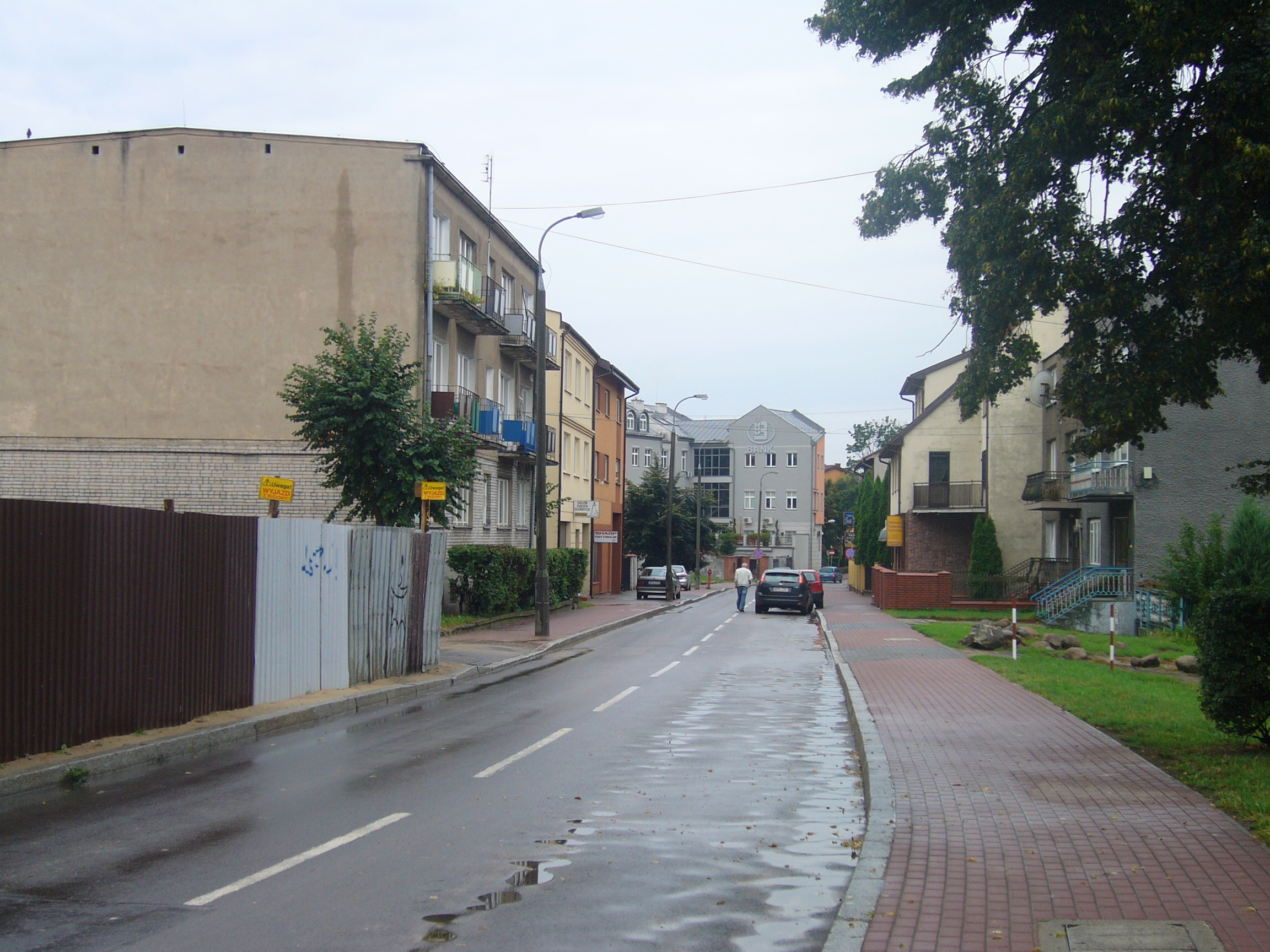
на вулиці Здуньській

| Польща | Це незавершена стаття з географії Польщі. Ви можете допомогти проєкту, виправивши або дописавши її. |